# Páni z Pardubic

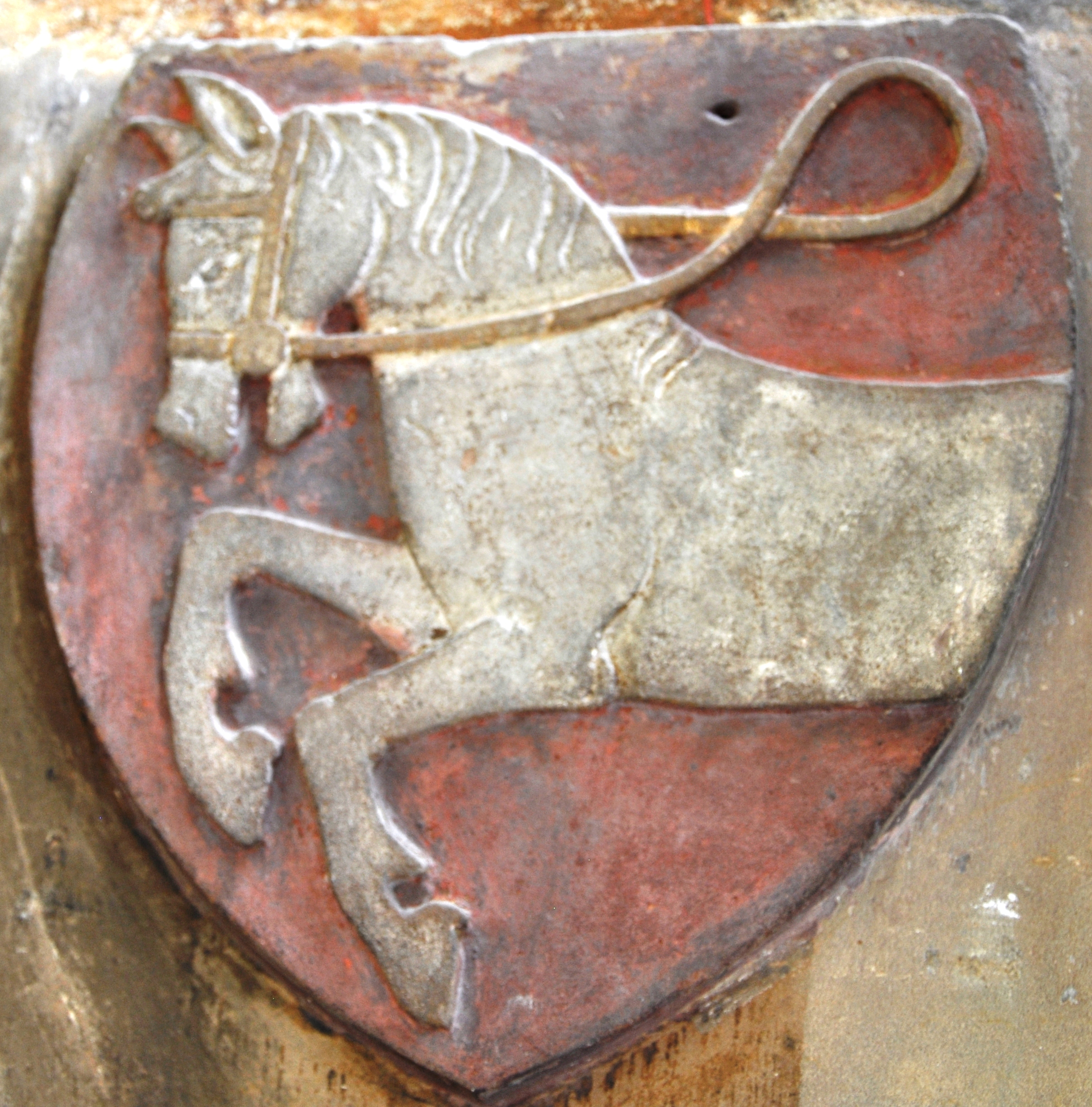
Erb pánů z Pardubic z triforia svatovítské katedrály.

Páni z Pardubic (německy von Pardubitz) jsou starý český panský rod.

## Historie
Dle některých pramenů mají páni z Pardubic společný původ s rodem Malovců z Malovic přes společného předka, jímž byl zřejmě pan Ješek. Tomu nasvědčuje velká podobnost obou rodových erbů.
První písemná zmínka o rodu, kdy se ještě psal z Hostyně a ze Staré, pochází ze 14. století, a to z výměny statku Hostýň u České Skalice. Tuto směnu učinil Arnošt, purkrabí na Kyšperku, který později od krále získal úřad kladského purkrabího. Měl čtyři děti:
- Prvorozený byl syn Arnošt z Pardubic, který se později stal prvním pražským arcibiskupem.
- Bohuš se stal kanovníkem a proboštem ve Vratislavi a v Praze.
- Smil zdědil rodové Pardubice,
- Vilém působil jako purkrabí v Červené Řečici, po bratrovi později zdědil Pardubice.

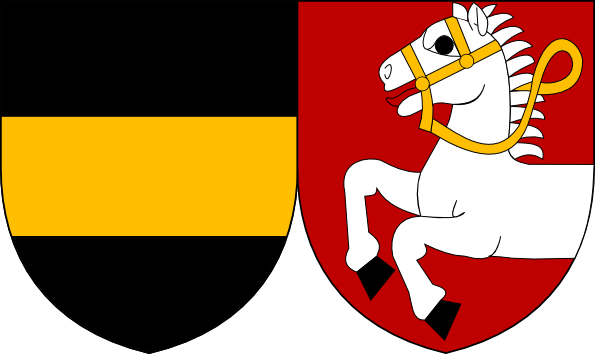
Arcibiskupský erb Arnošta z Pardubic

Prvorozený Arnoštův syn, Arnošt z Pardubic (1297–1364) se narodil v Hostyni (Hostince) a poté žil s otcem v Kladsku. Později odešel studovat do Prahy. Čtrnáct let strávil v Bologni a Padově, kde získal licenciát teologie. Na svou dobu neobyčejně vzdělaný Arnošt po návratu působil jako kanovník pražské kapituly. V roce 1343 byl zvolen pražským biskupem, a v roce 1344, kdy papež Klement VI. na návrh krále Karla IV. povýšil pražské biskupství na arcibiskupství, stal se Arnošt prvním arcibiskupem. Ve funkci se snažil o reorganizaci církevní správy, podpořil založení kláštera na Slovanech. Vynikal v diplomacii.
Dalším známým příslušníkem rodu byl Arnoštův synovec Smil zvaný Flaška (1350–1403). Po studiích na pražské univerzitě vykonával funkci nejvyššího písaře zemských desk a hejtmana čáslavského kraje. Ve svárech Zikmunda a Václava IV. stál na Zikmundově straně. Ve známost vešel autorstvím alegorické básnické skladby Nová rada, čímž dal české literatuře popud k dílům, které poskytují potomkům naučení „jak žít“.
Poslední zástupce rodu pánů z Pardubic zemřel v roce 1439.

## Erb
V červeném štítu se nachází polovina stříbrného koně. Ke vzniku erbu se váže pověst spojená s dobýváním Milána. Česká vojska Vladislava II. pomáhala Fridrichu I. Barbarossovi dobýt Milán, jako první měl údajně za hradby proniknout prapředek rodu jménem Ješek, když se vracel s kořistí, spustili obránci města v bráně mříž, která přesekla koně v půli. Předkovi se podařilo vrátit zpět, na památku tohoto činu obdržel do erbu onu polovici koně.
Erb s polovinou koně dnes ve svém znaku mají města Pardubice a Hlinsko.

## Příbuzenstvo
Rod se spojil s pány z Dubé, s pány z Hradce, Šternberky či Lichtenburky.

## Rodokmen
část rodokmenu
- Dětřich († před 1340)[2]
  - Kuník z Hostýně, purkrabí na Kyšperku[3]
- Arnošt z Hostýně († okolo 1341), královský purkrabí v Kladsku, m. Adlička
  - Arnošt z Pardubic (25. března 1297 – 30. června 1364) pražský arcibiskup
  - Bohuslav z Pardubic († 9. prosince 1358) litoměřický probošt
  - Vilém z Pardubic řečený Flaška, purkrabí na Červené Řečici[3]
    - Kuník († 1377)[4]
    - Smil Flaška z Pardubic (asi 1350 – 13. srpen 1403) 
      - Arnošt († před 1347)[4]
      - Jan (poslední mužský člen rodu)
      - Markéta (1416–1428), m. Vaněk z Dubé[4]
      - Barbora (1408–1430), m. Smil Holický ze Šternberka[4]

  - Smil z Pardubic († 1358 nebo krátce potom)[3]